# Jannész és Jambrész apokrifonja
Jannész és Jambrész apokrifonja/könyve vagy Jannész és Mambrész könyve ószövetségi apokrif irat.

## Keletkezési ideje, eredeti nyelve
Az egyesek szerint a Kr. e. 1. században keletkezett írás nagyrészt elveszett, töredéke maradt fenn. A bibliai épületes irodalom műfajába sorolható, bár olykor az ún. varázslóirodalom eszközeit veszi igénybe. Valószínűleg létezett keresztény átoldogozása is, az eredeti pedig egyiptomi hellenisztikus zsidó körökre vall. Az írást említi az Újszövetség (2Tim 3:8), sőt Idősebb Plinius is (Nat. Hist. 30:1).

## Tartalma
A tudományukat Mózessel összemérő két egyiptomi varázsló, Jannész és Jambrész történetét (Vö.: 2Móz 7) tartalmazhatta az írás. A fennmaradt töredék arról szól, hogyan idézte meg Mambrész fivérének, Jannésznak a lelkét az alvilágból. Mabrész elmeséli halála, amely a Mózessal való szembeszegülésért történt.

„„Miképpen pedig Jannes és Jambres ellene állottak Mózesnek, aképpen ezek is ellene állnak az igazságnak, megromlott elméjű, a hitre nézve nem becsületes emberek.””

–  2Tim 3,8 